# Shelby (Ohio)
Shelby és una població dels Estats Units a l'estat d'Ohio. Segons el cens del 2000 tenia 9.821 habitants.

## Demografia
Segons el cens del 2000, Shelby tenia 9.821 habitants, 4.073 habitatges, i 2.667 famílies. La densitat de població era de 752,4 habitants per km².
Dels 4.073 habitatges en un 31,6% hi vivien nens de menys de 18 anys, en un 52,1% hi vivien parelles casades, en un 10% dones solteres, i en un 34,5% no eren unitats familiars. En el 30,8% dels habitatges hi vivien persones soles el 14,3% de les quals corresponia a persones de 65 anys o més que vivien soles. El nombre mitjà de persones vivint en cada habitatge era de 2,38 i el nombre mitjà de persones que vivien en cada família era de 2,97.
Per edats la població es repartia de la següent manera: un 25,7% tenia menys de 18 anys, un 8,6% entre 18 i 24, un 26,8% entre 25 i 44, un 22,6% de 45 a 60 i un 16,3% 65 anys o més.
L'edat mediana era de 37 anys. Per cada 100 dones de 18 o més anys hi havia 85,1 homes.
La renda mediana per habitatge era de 35.938 $ i la renda mediana per família de 43.373 $. Els homes tenien una renda mediana de 32.551 $ mentre que les dones 21.573 $. La renda per capita de la població era de 17.096 $. Aproximadament el 7,4% de les famílies i el 10,2% de la població estaven per davall del llindar de pobresa.

## Poblacions més properes
El següent diagrama mostra les poblacions més properes.